# Мусабаев, Мурат Хасенович
Мурат Хасенович Мусабаев (каз. Мұрат Хасенұлы Мұсабаев; 9 сентября 1937, Караганда, Казахская ССР, СССР — 31 декабря 1993, Алма-Ата, Казахстан) — советский и казахский оперный певец (баритон), музыкальный педагог, доцент, народный артист Казахской ССР (1978).

## Биография
Родился 9 сентября 1937 года в Караганде.
В 1957 году окончил Алматинский техникум связи по специальности инженер-связист.
В 1962 году окончил музыкальный факультет Алма-Атинской государственной консерватории в класс педагога-профессора, народного артиста Казахстана Бекена Жылисбаева.
С 1962 года до конца жизни работал солистом оперы Казахского государственного академического театра оперы и балета им. Абая.
С 1965 по 1993 годы — преподаватель Алматинской государственной консерватории им. Курмангазы.
Скончался 31 декабря 1993 года, похоронен на Кенсайском кладбище.

## Награды и звания
- Лауреат Международного конкурса вокалистов им. М. И. Глинки (1968 года)[2]
- Указом Президиума Верховного Совета Казахской ССР от 1978 года награждён почётным званием «Народный артист Казахской ССР» за выдающийся труд в казахском классическом и национальном музыкальном искусстве.
- Медаль «Ветеран труда» (1985)
- Награждён Почётной грамотой Верховного Совета Казахской ССР и др.

## Творчество
Оперный репертуар:
Казахский театр оперы и балета имени Абая
- «Иоланта», авт. Чайковский — Эбн-Хакиа
- «Пиковая дама», авт. Чайковский — Елецкий
- «Риголетто», авт. Верди, Джузеппе — Князь Игорь
- «Бал-маскарад», авт. Верди, Джузеппе — Ренато
- «Тоска», авт. Пуччини, Джакомо — Скарпиа
- «Ер-Таргын», авт. Евгений Брусиловский — Ер-Таргын
- «Биржан и Сара», авт. Мукан Тулебаев — Жанбота
- «Алпамыс», авт. Еркегали Рахмадиев — Алпамыс
- «Садыр Палван», авт. Куддус Кужамьяров — Садыр Палван
- «Абай», авторы Жубанова и Хамиди — Абай и др.

## Семья
- Отец — Мусабаев Хасен Байкелеевич (покойный) железнодорожник.
- Мать — Мусабаева Магрой Абдрахмановна (покойная) мать-героиня.
- Старший брат — Рашид Мусабаев (1933—2008) — советский и казахский певец (тенор), легендарный солист эстрадно-симфонического оркестра Казахского радио и телевидения. Народный артист Казахской ССР, лауреат Государственной премии Казахской ССР.
- Младший брат — Марат Мусабаев (род. 1941) — солист Государственной хоровой капеллы им. Байкадамова, солист ГАТОБ им. Абая, Заслуженный артист Казахской ССР.
- Племянник — Мусабаев, Талгат Маратович (род. 1978) — казахстанский оперный певец (баритон), ведущий солист оперы «Astana Opera», Заслуженный деятель Республики Казахстан.